# Ігнатенко Василь Омелянович
Васи́ль Омеля́нович Ігнатенко (1900 —?) — учасник трьох воєн: першої світової, громадянської і радянсько-німецької, комуніст з червня 1918 р., ветеран праці, учасник післявоєнної відбудови зруйнованого народного господарства. На Добропільщині з 1944 р. Один з керівників радгоспу «Добропільський». Після виходу на пенсію — активний учасник громадського життя в м. Добропіллі: проводив велику патріотично-виховну роботу серед молоді міста.

## Нагороди
Нагороджений бойовим:
- орденом Червоного Прапора,
- медаль «За перемогу над Німеччиною у Великій Вітчизняній війні 1941—1945 років»
- «За доблесну працю у Великій Вітчизняній війні 1941—1945 років»
- «За доблесну працю. В ознаменування 100-річчя з дня народження В. І. Леніна».
- В 1967 р. йому першому в нашому місті було присвоєне високе звання Почесного громадянина м. Добропілля.[1]